# John Lyons
John Lyons (Stretford, 23 de maio de 1932 — Vichy, 12 de março de 2020) foi um linguista britânico.

## Educação
John Lyons nasceu e cresceu em Stretford, no distrito de Trafford. Ele foi inicialmente educado no St Ann's RC School e, em seguida, no St Bede's College, onde permaneceu até setembro de 1943. Em julho de 1950, ingressou no Christ’s College, instituição da Universidade de Cambridge, e se graduou em Estudos Clássicos em 1953 e Educação em 1954.

## Vida e carreira
Depois de cumprir o serviço militar na Marinha Real Britânica por dois anos, estudando russo como codificador (especial) e comissionado como aspirante, ele voltou a Cambridge como estudante de doutorado em 1956. No ano seguinte, foi nomeado professor da Escola de Estudos Orientais e Africanos da Universidade de Londres. No verão de 1960, Lyons foi para a Universidade de Indiana para trabalhar em um projeto de tradução automática; ele foi escolhido por causa de sua experiência em russo e linguística. Foi em Indiana, em um ambiente pós-Leonard Bloomfield, onde Lyons ministrou cursos de linguística geral.
Entre 1965 e 1969, foi o editor fundador do Journal of Linguistics. De 1964 a 1984, lecionou linguística nas universidades de Edimburgo e Sussex. Ele também criou uma língua artificial chamada bongo-bongo. Entre 1984 e 2000, foi Mestre (diretor eleito pelo corpo de Fellows e responsável pela administração do colégio) do Trinity Hall, Cambridge. Em 2016, foi premiado pela Academia Britânica "por sua contribuição notável para o campo da linguística".

## Obras
- Structural Semantics (1964)
- Introduction to Theoretical Linguistics (1968)
- Chomsky (1970)
- New Horizons in Linguistics (1970)
- Semantics, Volumes 1 and 2 (1977)
- Language and Linguistics (1981)
- Language, Meaning and Context (1981)
- New Horizons in Linguistics 2 (1987)
- Natural Language and Universal Grammar (1991)
- Linguistic Semantics: An introduction (1995)